# Velika Horvatska
Velika Horvatska är en ort i Kroatien.   Den ligger i länet Krapina-Zagorjes län, i den norra delen av landet, 40 km nordväst om huvudstaden Zagreb. Velika Horvatska ligger 157 meter över havet och antalet invånare är 271.
Terrängen runt Velika Horvatska är platt åt nordost, men åt sydväst är den kuperad. Velika Horvatska ligger nere i en dal. Runt Velika Horvatska är det ganska tätbefolkat, med 185 invånare per kvadratkilometer. Närmaste större samhälle är Pregrada, 7,2 km norr om Velika Horvatska. Omgivningarna runt Velika Horvatska är en mosaik av jordbruksmark och naturlig växtlighet.